# Daniel Mindel
Daniel Mindel (27 de maig de 1958) és un director de fotografia sud-africà/estatunidenc. És conegut per haver treballat amb directors com: Ridley Scott, Tony Scott i J. J. Abrams.

## Filmografia
| Any  | Pel·lícula                                       | Director         | Altres notes |
| ---- | ------------------------------------------------ | ---------------- | ------------ |
| 1996 | Recon                                            | Breck Eisner     |              |
| 1998 | Enemy of the State                               | Tony Scott       |              |
| 2000 | Shanghai Noon                                    | Tom Dey          |              |
| 2000 | Sand                                             | Matt Palmieri    |              |
| 2001 | Spy Game                                         | Tony Scott       |              |
| 2003 | Stuck on You                                     | Germans Farrelly |              |
| 2005 | Domino                                           | Tony Scott       |              |
| 2005 | The Skeleton Key                                 | Iain Softley     |              |
| 2006 | Missió: Impossible III (Mission: Impossible III) | J. J. Abrams     |              |
| 2009 | Star Trek                                        | J. J. Abrams     |              |
| 2012 | John Carter                                      | Andrew Stanton   |              |
| 2012 | Savages                                          | Oliver Stone     |              |
| 2013 | Star Trek Into Darkness                          | J. J. Abrams     |              |
| 2014 | The Amazing Spider-Man 2                         | Marc Webb        |              |
| 2015 | Star Wars: The Force Awakens                     | J. J. Abrams     |              |
| 2016 | Zoolander 2                                      | Ben Stiller      |              |